# Сокколово
Со́кколово (фин. Sokkala) — деревня в Гатчинском муниципальном округе Ленинградской области.

## История
На «Топографической карте окрестностей Санкт-Петербурга» Военно-топографического депо Главного штаба 1817 года обозначена как деревня Соколова из 7 дворов и при ней «Полумызок Резинской».
Деревня Соколова из 7 дворов упоминается и на «Топографической карте окрестностей Санкт-Петербурга» Ф. Ф. Шуберта 1831 года.

СОКОЛОВО — деревня принадлежит ведомству Гатчинского городового правления, число жителей по ревизии: 19 м п., 32 ж. п. (1838 год)

На картах Ф. Ф. Шуберта 1844 года и С. С. Куторги 1852 года деревня обозначена как Соколова.
В пояснительном тексте к этнографической карте Санкт-Петербургской губернии П. И. Кёппена 1849 года она записана как деревня Sokkala (Соколово) и указано количество её жителей на 1848 год: эурямёйсет — 23 м п., 27 ж. п., всего 50 человек.

СОККОЛОВА — деревня Гатчинского дворцового правления, по просёлочной дороге, число дворов — 5, число душ — 23 м п. (1856 год)

Согласно «Топографической карте частей Санкт-Петербургской и Выборгской губерний», в 1860 году деревня называлась Соколова и состояла из 15 крестьянских дворов. Смежно с деревней располагался «Полумызок Резинской».

СОККОЛОВО — деревня удельная при речке Гатчинке, число дворов — 17, число жителей: 28 м п., 39 ж. п. (1862 год)

В 1879 году деревня называлась Соколова и состояла из 15 крестьянских дворов.

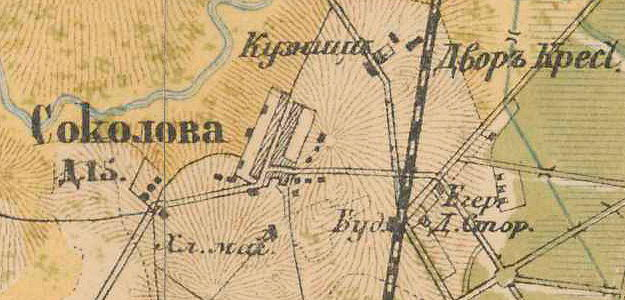
План деревни Сокколово. 1885 год

В конце XIX — начале XX века деревня административно относилась к Гатчинской волости 2-го стана Царскосельского уезда Санкт-Петербургской губернии. Население деревни было исключительно финским.
К 1913 году количество дворов увеличилось до 16.
С 1917 по 1923 год деревня Сокколово входила в состав Сокколовского сельсовета Гатчинской волости Детскосельского уезда.
С 1923 года в составе Гатчинского уезда.
С 1927 года в составе Гатчинского района.
Согласно данным переписи населения СССР 1926 года в деревне Сокколово Сокколовского сельсовета Троцкой волости Троцкого уезда проживали 215 человек, все финны.
В 1928 году население деревни Сокколово составляло 235 человек.
С 1930 года в составе Пудостьского сельсовета.

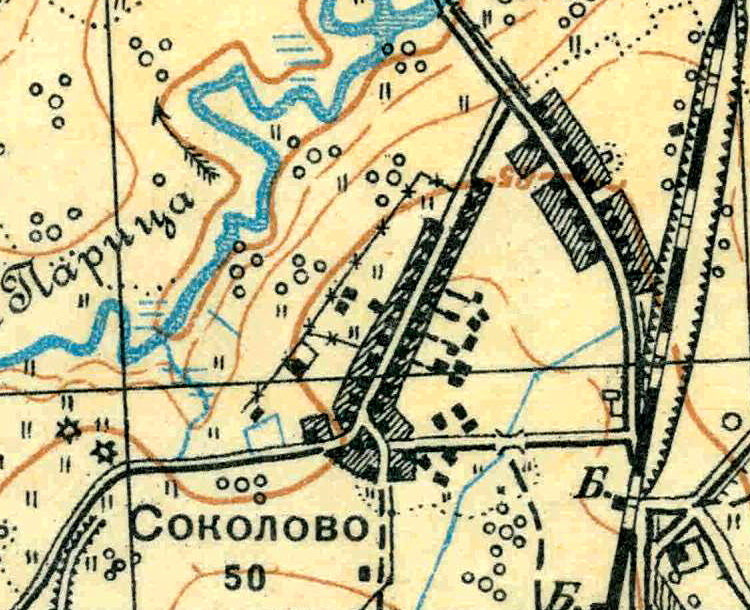
План деревни Сокколово. 1931 год

Согласно топографической карте 1931 года деревня называлась Соколово и насчитывала 50 дворов.
По данным 1933 года деревня Сокколово входила в состав Пудостьского финского национального сельсовета Красногвардейского района.
Деревня была освобождена от немецко-фашистских оккупантов 24 января 1944 года.
В 1958 году население деревни Сокколово составляло 204 человека.
По данным 1966, 1973 и 1990 годов деревня Сокколово также входила в состав Пудостьского сельсовета Гатчинского района.
В 1997 году в деревне проживали 104 человека, в 2002 году — 102 человека (русские — 76%), в 2007 году — 101, в 2010 году — 116.

## География
Деревня расположена в северной части района на автодороге 41К-011 (Стрельна — Гатчина) в месте примыкания к ней автодороги 41К-107 (Сокколово — Мариенбург).
Расстояние до административного центра поселения – посёлка Пудость — 3 км.
Расстояние до ближайшей железнодорожной станции Мариенбург — 2 км.
Деревня находится на правом берегу реки Парицы.

## Демография
| 1862 | 2007 | 2010 | 2017 |
| ---- | ---- | ---- | ---- |
| 67   | ↗101 | ↗116 | ↗130 |

### Национальный состав
Согласно данным Всероссийской переписи населения 2021 года в деревне проживали 248 человек, из них:
 русские — 32, татары — 4, украинцы — 1, другие национальности — 2 человека, остальные национальность не указали.

## Улицы
Круговая, Парицкая, Парицкий переулок, Полевая, Речная.